# رحلات ماركو بولو
كتب عجائب العالم (بالفرنسية: Livres des merveilles du monde)‏ أو وصف العالم (بالفرنسية: Divisament dou monde)‏ والمعروف أيضًا باسم المليون أو المشرق البولياني (بالإيطالية: Oriente Poliano)‏ أو باسمه الأكثر شيوعًا رحلات ماركو بولو، هو كتاب رحلات من القرن الثالث عشر كتبه روستيشيلو دا بيزا من قصص رواها ماركو بولو، واصفًا رحلات الأخير عبر آسيا وبلاد فارس والصين وإندونيسيا بين 1271 و1291.

## روابط خارجية
- رحلات ماركو بولو على موقع الموسوعة البريطانية (الإنجليزية)